# نیدرلایس
نیدرلایس (به آلمانی: Niederleis) یک منطقهٔ مسکونی در اتریش است که در ناحیه میستلباخ واقع شده‌است. نیدرلایس ۷۶۶ نفر جمعیت دارد.